# Richard de Conisburgh
Titre
Comte de Cambridge
1er mai 1414 – 5 août 1415
(1 an, 3 mois et 4 jours)
Richard de Conisburgh (ou Conisbrough) (baptisé le 20 juillet 1385, château de Conisbrough, Yorkshire – 5 août 1415, Southampton), 1er comte de Cambridge, est un noble anglais, exécuté pour sa participation au complot de Southampton contre le roi Henri V d'Angleterre.

## Biographie
Il est le fils présumé d'Edmond de Langley, comte de Cambridge puis duc d'York, et d'Isabelle de Castille. Il est toutefois possible qu'il soit le produit d'une relation adultérine que sa mère aurait entretenue avec Jean Holland, comte d'Huntingdon, demi-frère du roi Richard II d'Angleterre. Cela expliquerait pourquoi ni son père ni son frère Édouard d'York ne lui donnèrent de terres lorsqu'il atteint sa majorité. Richard est baptisé à York. Son parrain est le roi Richard II, qui lui alloue plusieurs rentes. Ces donations cessent en 1399 lorsque Henri IV monte sur le trône.
D'avril 1403 à octobre 1404, Richard défend le Hertfordshire contre le rebelle gallois Owain Glyndŵr. Il s'agit de son seul commandement militaire au cours de sa vie. Il est adoubé en juillet 1406. En août 1406, il est chargé d'escorter Philippa, fille du roi Henri IV, en Norvège pour son mariage avec le roi Éric. Il se lie d'amitié avec Henry Scrope, 3e baron Scrope de Masham.
En 1414, Richard est créé comte de Cambridge par le Parlement. Ce titre, qui appartenait auparavant à son frère Édouard, avait été confisqué par Henri IV lors de son avènement au trône. Cette création ne lui apporte cependant aucune terre et Richard est ainsi connu comme le « plus pauvre des comtes d'Angleterre ». En conséquence, il ne peut financer sa participation à l'expédition militaire du roi Henri V en France à l'été 1415.
Peut-être pour cette raison, Richard complote contre le roi dans le but de le remplacer par Edmond Mortimer, 5e comte de March et beau-frère de Richard par son mariage avec Anne Mortimer. Outre Richard, les deux autres participants du complot sont Henry Scrope et Thomas Grey de Heton (dont le fils aîné est fiancé à la fille de Richard). Mortimer informe Henri V du complot le 31 juillet 1415, affirmant qu'il vient juste d'en prendre connaissance. Richard, Scrope, et Grey sont immédiatement arrêtés. Le procès se tient à Southampton, là où se trouve actuellement le pub Red Lion. Les conjurés sont accusés de conspiration et de tentative de meurtre contre Henri à Southampton avant son embarquement pour la France. Cambridge et Scrope sont décapités le 5 août ; Thomas Grey avait déjà été exécuté le 2 août.

## Mariage et descendance
Au début de 1408, il épouse, peut-être secrètement, Anne Mortimer (1390-1411). Le mariage est validé par une bulle papale le 23 mai 1408. Ils ont deux enfants :
- Isabelle de Cambridge (1409-1484), épouse d'Henri Bourchier (1406-1483) ;
- Richard Plantagenêt (1411-1460), 3e duc d'York.

Anne meurt peu après avoir donné naissance à leur fils Richard en 1411. 
En secondes noces, Richard épouse Maud Clifford, fille de Thomas de Clifford, 6e baron Clifford, qui a divorcé de John Neville, 6e baron Latimer. À partir de son veuvage en 1415, Maud vit confortablement au château de Conisbrough jusqu'à sa mort en 1446.

## Succession
À la mort d'Édouard d'York, 2e duc d'York, tué à la bataille d'Azincourt le 25 octobre 1415, le fils de Cambridge, Richard Plantagenêt, hérite du titre de duc d'York, qui lui sera officiellement rétrocédé en 1426, après la mort d'Henri V. À la mort de son oncle maternel Mortimer en 1425, Richard hérite de sa revendication au trône et essaie de détrôner le roi Henri VI, ce qui conduit à la guerre des Deux-Roses.
Richard Plantagenêt est tué en 1460 avant de pouvoir s'emparer du trône mais son fils aîné renverse en 1461 Henri VI et se fait couronner sous le nom d'Édouard IV. Lors de la première convocation de son Parlement, en novembre 1461, Édouard fait lever la charge de trahison qui pesait contre son grand-père Richard de Conisburgh, déclarant la sentence « dans l'irrégularité et illégale ».